# Leones de Fu

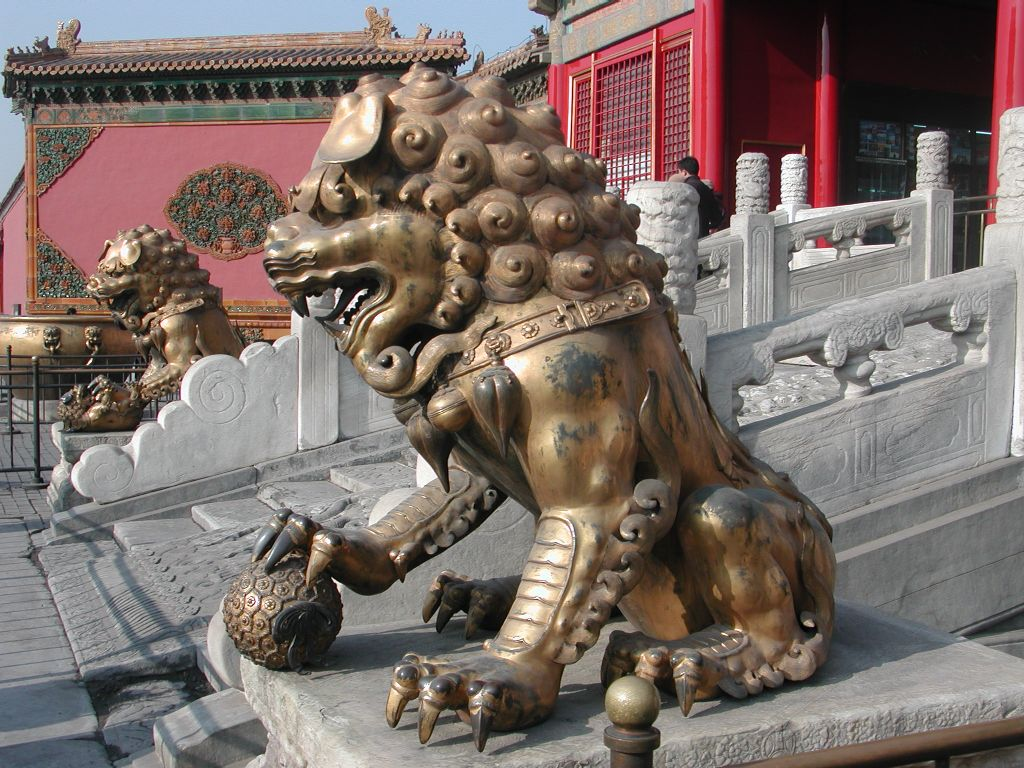
Los Leones de Fu protegiendo la Ciudad Prohibida

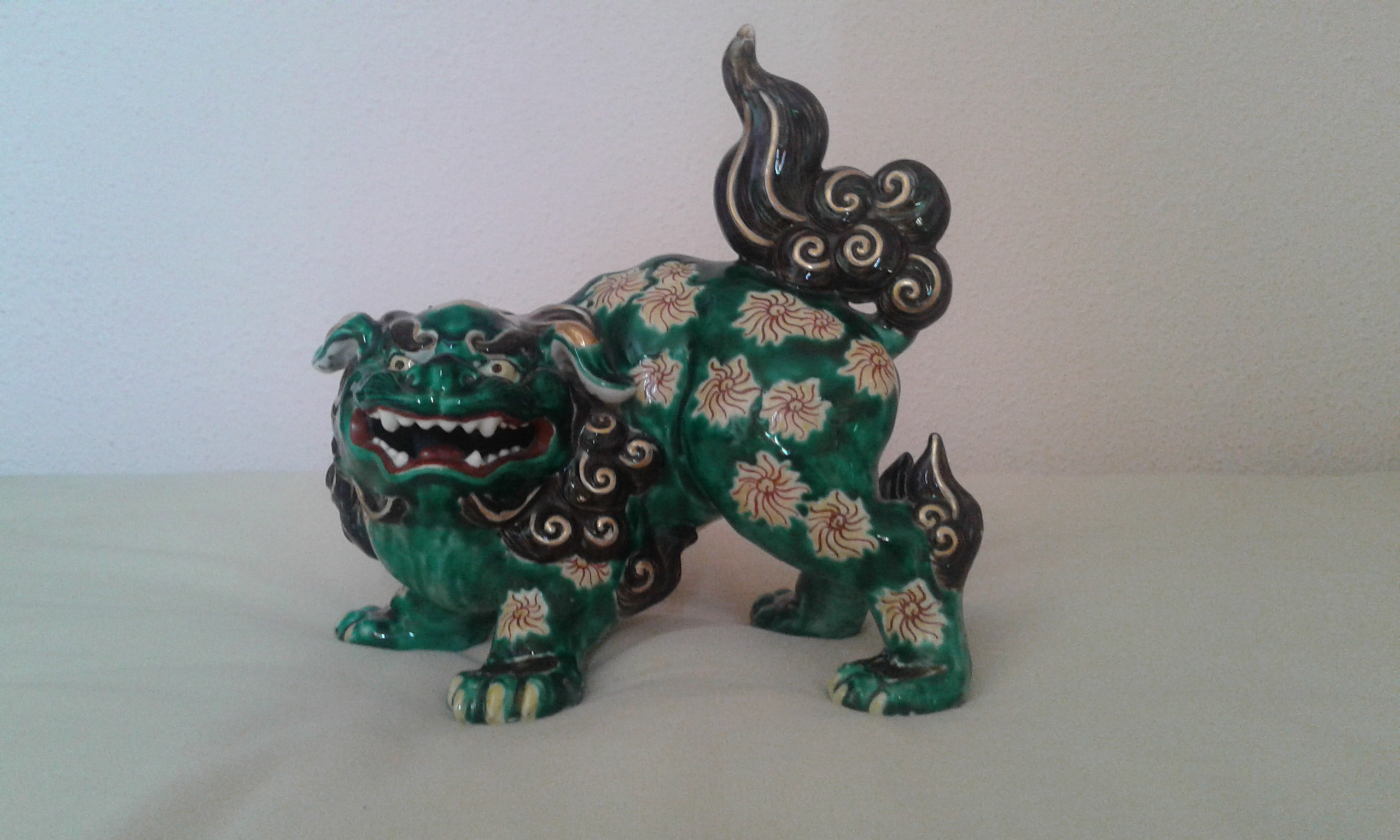
Figura de porcelana china que representa a un León de Fu, del

Los leones de Fu, también leones de Buda o leones chinos (y conocidos erróneamente también como perros de Fu —puesto que no son cánidos—), y algunas veces llamados también shishi (en chino, 石獅; pinyin, shíshī; literalmente, ‘león de piedra’), son poderosos animales míticos que tienen su origen en la tradición budista y que, consecuentemente, están bastante difundidos en el Sudeste Asiático, China, Japón, Corea y Tailandia . En la medida en que los chinos emplean el término 'Fo' para referirse a Buda, puede hablarse también de «leones de Buda». De hecho, se los suele encontrar en los umbrales de templos budistas, palacios y tumbas imperiales, en todos los edificios de la dinastía Han (206 a. C.-220 d. C.) hasta el final del imperio (1911), así como en algunas representaciones del bodhisattva Manjushri.
En realidad, estas bestias no aparecen en el arte chino primitivo, sino que fueron introducidas tardíamente, con el budismo, como defensores de la ley y protectores, al igual que los Dharmapalas. Otra prueba de ello es que en ocasiones a Buda se lo representa yendo sobre la espalda de estas bestias. 
Los leones de Fu son considerados como un símbolo de protección contra malos espíritus (demonios), malas energías y malas personas. Por esta razón se solía adornar palacios, edificios y hogares con figuras de estas criaturas que siempre vienen en parejas formadas por un macho y una hembra.
En la antigüedad, cuando se masificó la figura de esta bestia llegando a los hogares, solía decirse que el león Fu macho tenía encomendada la tarea de proteger a los integrantes del hogar fuera de este mientras que la hembra protegía el hogar.

## Etimología
Los leones guardianes son denominados de muy varias maneras dependiendo de la lengua y el contexto. En chino son tradicionalmente llamados simplemente shi (獅, pinyin: shī) que significa león —la palabra shi en sí misma se piensa que deriva de la palabra persa—. Los leones fueron presentados primero a la corte Han por emisarios de Asia Central y Persia, y en el siglo VI d. C. ya se los representaba popularmente como figuras guardianas. Hoy en día los nombres de los leones guardianes se especifican acorde el medio o material, por ejemplo:
- León de piedra (石獅, pinyin: shíshī): para una escultura en piedra; o
- León de bronce (銅獅, pinyin: tóngshī): para una escultura en bronce.

y menos comúnmente:
- León auspicioso (瑞獅, pinyin: ruìshī): refiriéndose al dios tibetano león de las nieves o de la buena fortuna.
- León de la fortuna  (福獅, pinyin: fúshī)[cita requerida]: refiriéndose a la buena fortuna
- León de Buda o León del budismo (佛獅, pinyin: fóshī)[cita requerida]: refiriéndose en un contexto religioso al león como protector de Buda.

### En otras culturas de Asia
- En Japón: las figuras de leones son conocidas como Komainu (狛犬, perros león)
- En Corea: conocidas como Xiezhi o Haetae
- En Birmania, Laos y Camboya: conocido como Chinthe y también da su nombre a los soldados Chindit de la Segunda Guerra Mundial.
- En Okinawa, Japón: conocido como Shisa
- En Sri Lanka: conocido como Simha (සිංහ මූර්ති)
- En Tailandia: conocido como Singha
- En Tíbet: conocido como León de las nieves
- En Vietnam: conocidas como Sư tử đá

### Nombres occidentales
En inglés y en varios lenguajes occidentales, los leones guardianes son frecuentemente denominados por una multitud de nombres como: "perros Fu", "perros Foo", "leones Fu", "leones Fo", y "leones perros". El término "Fo" o "Fu" puede deberse a la transliteración de las palabras 佛 (pinyin: fó) o 福 (pinyin: fú), que significan "Buda" o "prosperidad" en chino, respectivamente.  Sin embargo, las referencias chinas a los leones guardianes rara vez son prefijadas con 佛 o 福, y más importante, nunca son denominados "perros".
Las referencias a los leones guardianes como perros en la cultura occidental pueden ser debidas a que los japoneses se refieren a ellos como "perros coreanos" (狛犬・高麗犬) debido a su transmisión a Japón desde China a través de Corea. Puede ser también debido a la confusión de que los leones guardianes representasen a ciertas razas de perros chinos como el Chow Chow (鬆獅犬, Pinyin: sōngshī quǎn, lit. "león perro hinchado") o Shih Tzu (獅子狗; pinyin: Shīzi Gǒu, lit. "león perro").

## Representación

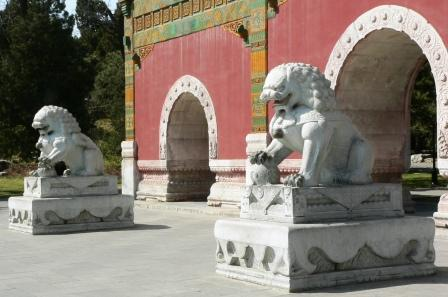
Los leones de Fu esculpidos en mármol.

Los leones de Fu, por lo general, se muestran a pares y con una o ambas patas delanteras apoyadas sobre una esfera. A menudo se los halla protegiendo simbólicamente la entrada de templos y tumbas con el fin de amedrentar a profanadores, demonios y otros espíritus del mal (véase gárgola). Así, por ejemplo, la Ciudad Prohibida, en China, está celosamente custodiada por varias parejas de leones de Fu.
Sus ojos están siempre abiertos, y con la fiereza de su mirada pretenden transmitir la protección contra malos espíritus que quieran violar la tranquilidad del lugar. El animal es símbolo de energía y valor.

### Dimorfismo sexual
Los pares de leones Fu suelen encontrarse sexuados, así en la pareja que guarda la sagrada entrada de un recinto diferenciamos al ejemplar hembra del macho porque este sostiene un orbe bajo su zarpa, mientras aquella una cría. En rigor cada uno de los cuales posee distintos poderes y atributos.
Mirando desde la puerta hacia fuera, el macho se sitúa a nuestra izquierda y la hembra a la derecha.

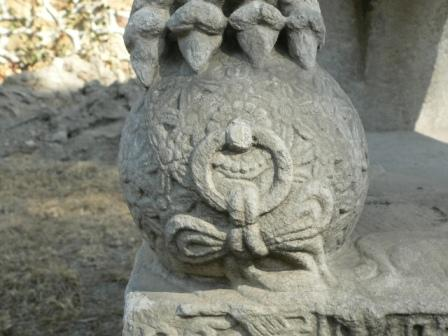
Detalle de la esfera del macho.
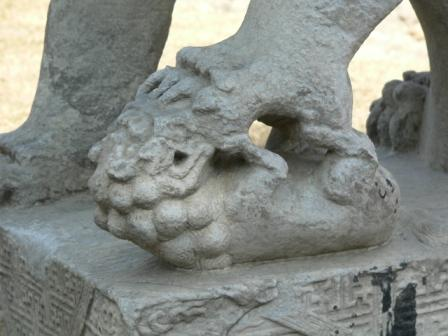
Detalle de la cría de la hembra.
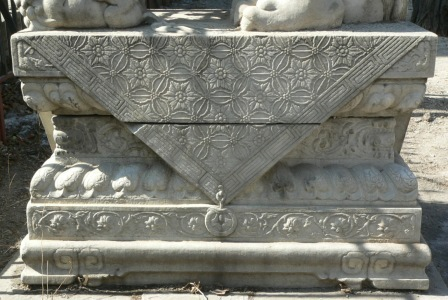
La base de la estatua.

## Historia

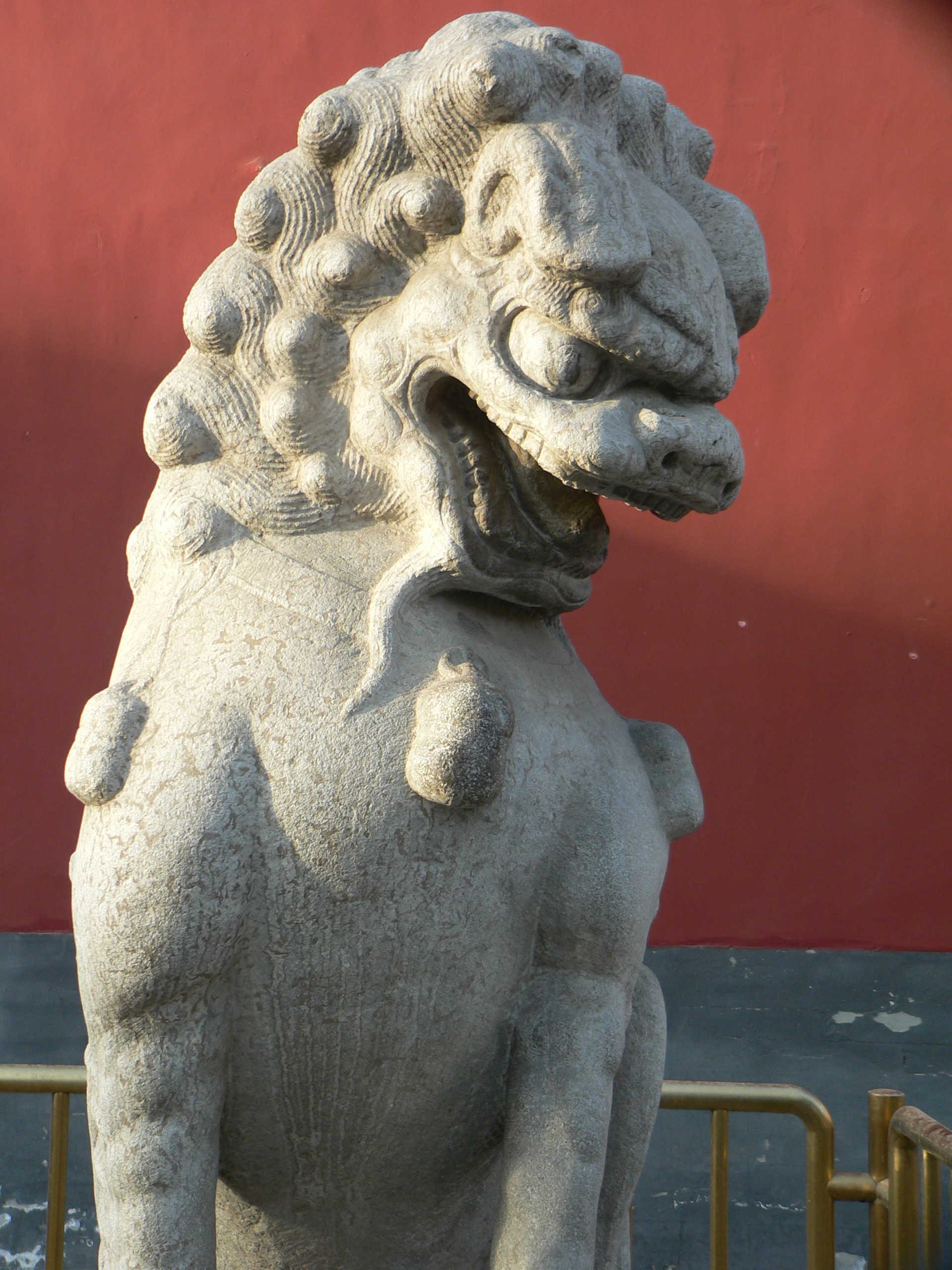
León Fu en el parque Zhongshan de Pekín

La primera representación de leones Fu se remonta a la dinastía Han, en el arte chino, hacia el 208 a. C. y hasta el 221 d. C. Sin embargo durante casi 400 años no se vuelven a encontrar y solo reaparecen en la dinastía Tang. (618-917 d. C.).
Su introducción en el arte chino coincidió con el budismo. La popularidad de este ser híbrido se fundamentó entonces en su simbolismo. El arte budista mostró a los leones, desconocidos hasta entonces, como seres benéficos y maestros de los felinos. El León de Fu era protector de edificios sagrados y defensor de la ley. Los leones solían colocarse flanqueando portales de instituciones de negocios, de templos y, en general, de lugares habitados por gente distinguida. No era raro tampoco ver a estos leones sagrados guardando tumbas o frente a edificios de gobierno para asustar malos espíritus. Con el paso de los años se asentó la costumbre de regalar estos leones al Emperador representándolos en esculturas, tapices u otras artes plásticas..